# Аодо Дендзен
Аодо Дендзен (яп. 亜欧堂田善, あおうどうでんぜん; 1748 — 25 червня 1822) — японський художник західного стилю, майстер мідної гравюри другої половини періоду Едо.

## Короткі відомості
Справжнє ім'я худжника — Наґата Дзенкіті (永田善吉). Від скорочення цього імені було утворено пседвонім — Дендзен (田善). Майстер використовував також імена Кадай (可大), пізніше — Датю (太仲).
Аодо Дендзен народився 1748 року у місті Сукаґава у сім'ї синильщиків — ремісників  барвника індиго. Навчався основам малювання у Ґессена з провінції Ісе. Опавнував техніку малювання олією у європейському стилі під керівництвом Тані Бунтьо.
У віці 49 років став офіційним художником Мацудайри Саданобу, володаря Сіракава-хану. Подорожував до Наґасакі, де вивчав від голладських майстрів мистецтво мідної гравюри. Дендзен втілив отриманні від європейців знання у карті світу — «Карта десяти тисяч країн» (万国図), яку підніс своєму сюзерену Саданобу. За заслуги той пожалував йому ім'я Аодо.
Помер художник 25 червня 1822 року.
Аодо Дендзен залишив по собі чимало відомих творів. Серед них картина «Дві провінції» (両国図), ширма «Пейзаж гори Асамаяма» (間山真景図屏風) та інші.

## Галерея

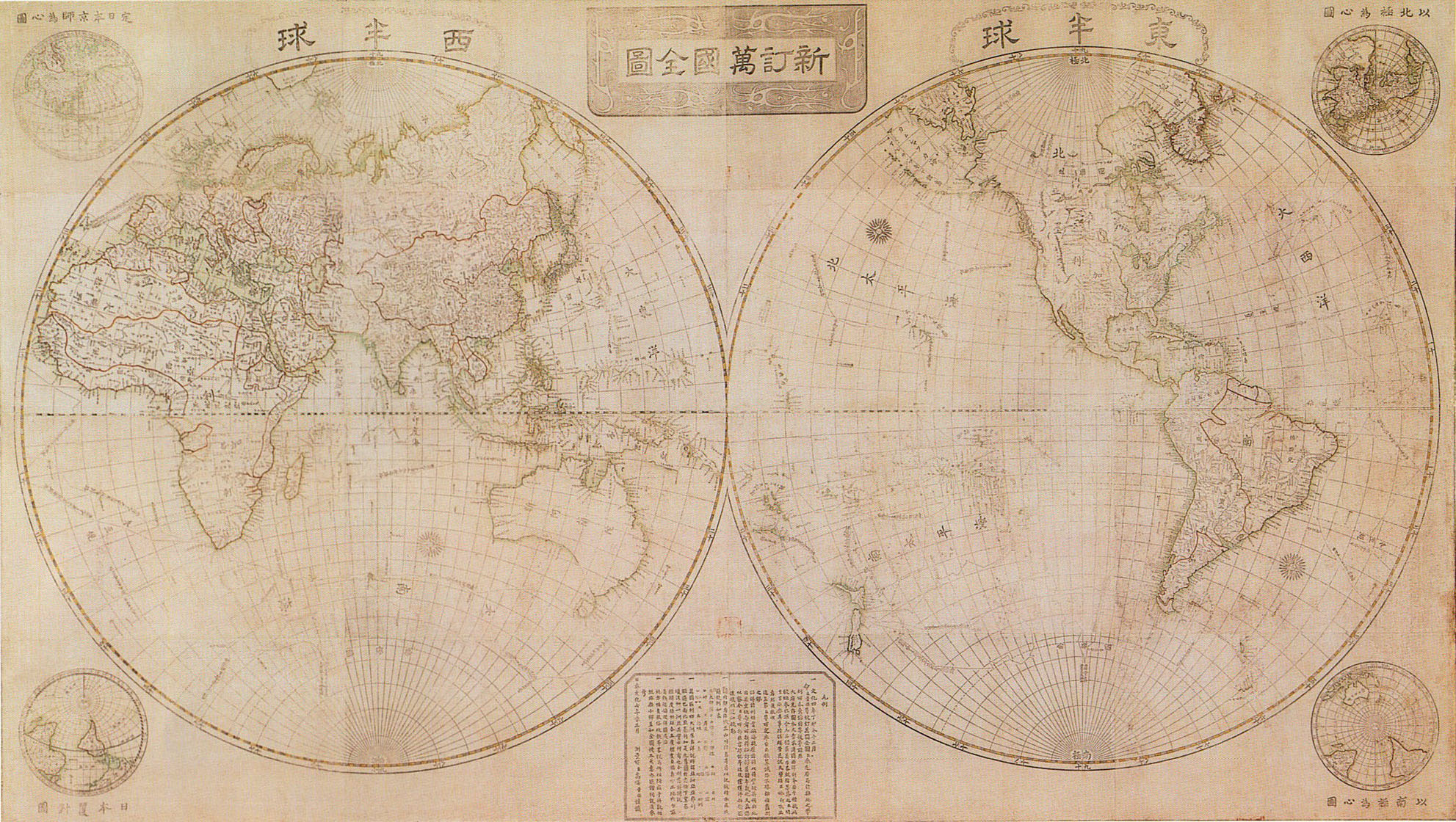
Карта десяти тисяч країн
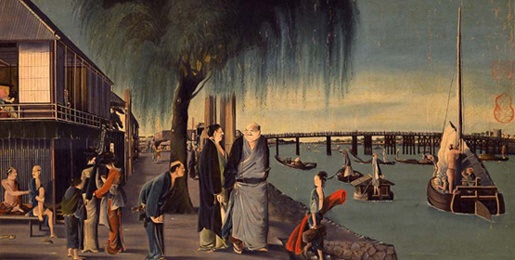
Дві провінції
Пейзаж гори Асамаяма